# La Wantzenau
 La Wantzenau (en alsacià d Wànzenöi) és un municipi francès, situat a la regió del Gran Est, al departament del Baix Rin. L'any 2007 tenia 5.720 habitants.
Forma part del cantó de Brumath, del districte d'Estrasburg i de la Strasbourg Eurométropole.

## Demografia
| 1962  | 1968  | 1975  | 1982  | 1990  | 1999  |
| ----- | ----- | ----- | ----- | ----- | ----- |
| 3.016 | 3.726 | 4.216 | 4.084 | 4.394 | 5.462 |

## Administració
| Període | Identitat        | Partit |
| ------- | ---------------- | ------ |
| 2001-   | Claude Graebling |        |